# Liga für die Fünfte Internationale

Logo der L5I

Die Liga für die Fünfte Internationale ist eine trotzkistische Organisation, die sich für die Schaffung einer fünften sozialistischen Internationalen einsetzt, da die vorangegangenen vier Internationalen „zusammengebrochen oder degeneriert“ seien.
Im April 2003 benannte sich die „Liga für eine Revolutionär-Kommunistische Internationale“ auf ihrem 6. Kongress, an dem 39 Delegierte ihrer Sektionen teilnahmen, in „Liga für die Fünfte Internationale“ (L5I) um.
Die Sektionen der Organisation nennen sich: Gruppe ArbeiterInnenmacht (Deutschland), Arbeiter*innenstandpunkt (Österreich), Workers Power (Großbritannien), Cinquiéme Internationale (Frankreich), Socialistická organizace pracujících (Tschechien), Arbetarmakt (Schweden),  Socialist Party of Sri Lanka (SPSL) (Sri Lanka) und Revolutionary Socialist Movement (RSM) (Pakistan).